# Palácio Eszterháza (Galanta)

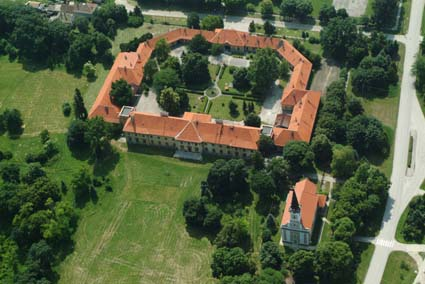
Vista aérea do Palácio Eszterháza em Galanta.

O Palácio Eszterháza em Galanta é um palácio da Eslováquia, localizado em Galanta, uma cidade a cerca de 50 km. de Bratislava, a capital do país. A história do palácio, tal como a da cidade, está intimamente ligada aos Eszterháza, uma nobre e poderosa família, com outras propriedades na Áustria e na Hungria.

## História
A cidade de Galanta foi propriedade de várias famílias nobres até 1421. A partir desse ano, a família Eszterháza tornou-se a principal detentora dos domínios daquela região, tendo sido determinante no desenvolvimento da cidade por quase seis séculos.
Em 1600, František Eszterháza e a sua esposa Žofia Illesháziová mandaram construir um palácio em estilo Renascença, o qual viria a sofrer progressos arquitectónicos. Foi construído como um valioso complexo em estilo Renascença tardio, mas seguiram-se outras reconstruções em estilo Barroco.
No início do século XIX, a família Eszterháza deixou o palácio, tendo os edifícios entrado em decadência. O conjunto ganhou a sua presente forma depois das reconstruções levadas a cabo em 1992, sendo agora um dos tesouros da cidade. O palácio é, actualmente, propriedade do município que instalou no edifício um museu e uma galeria de cerimónias. A galeria de exposições, com colecções próprias de escultura e pintura, tem adquirido importância internacional. As ocasiões importantes da cidade são efectuadas no palácio. 